# Agnieszka Kiełkiewicz-Janowiak
Agnieszka Kiełkiewicz-Janowiak – polska językoznawczyni, dr hab. nauk humanistycznych, profesor uczelni i kierownik Zakładu Socjolingwistyki i Studiów nad Dyskursem Wydziału Anglistyki Uniwersytetu im. Adama Mickiewicza w Poznaniu.

## Życiorys
W 1990 obroniła pracę doktorską A Socio-Historical Study in Address Polish and English, 28 kwietnia 2003  habilitowała się na podstawie pracy zatytułowanej Women's Language? - a Socio-Historical View: Private Writings in Early New England. Została zatrudniona na stanowisku profesora w Katedrze Języków Obcych na Wydziale Humanistycznym Szczecińskiej Szkole Wyższej Collegium Balticum.
Była profesorem nadzwyczajnym w Instytucie Filologii Angielskiej na Wydziale Neofilologii Uniwersytetu im. Adama Mickiewicza.
Awansowała na stanowisko profesora uczelni i kierownika w Zakładzie Socjolingwistyki i Studiów nad Dyskursem na Wydziale Anglistyki Uniwersytetu im. Adama Mickiewicza w Poznaniu.
Jest członkiem Rady Dyscypliny Naukowej – Językoznawstwa i Literaturoznawstwa Uniwersytetu im. Adama Mickiewicza w Poznaniu, a także była kuratorem Zakładu Językoznawstwa Kognitywnego Wydziału Anglistyki Uniwersytetu im. Adama Mickiewicza w Poznaniu.